# Пурнушкес

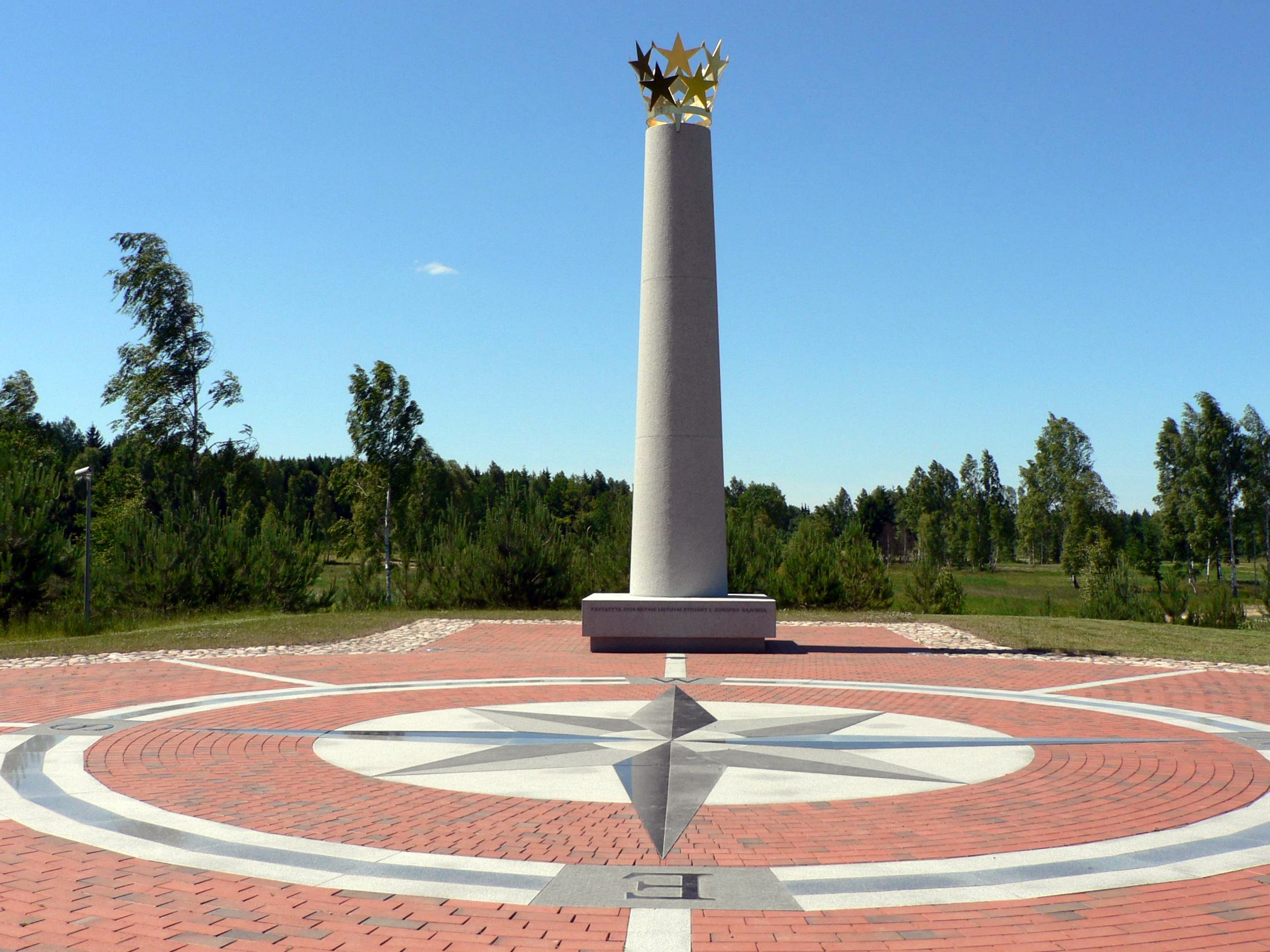
Центр Європи

54°53′58″ пн. ш. 25°19′45″ сх. д. / 54.89944° пн. ш. 25.32917° сх. д.
Пурнушкес (лит. Purnuškės) — село у Вільнюському районі Литви, розташоване на відстані 26 км на північ від Вільнюса.
Неподалік села знаходиться географічний центр Європи. За підрахунками вчених Національного географічного інституту Франції, які вони виконали у 1989 році, центр Європейського континенту має географічні координати 54°54′ пн. ш. 25°19′ сх. д. / 54.900° пн. ш. 25.317° сх. д.